# 固原站
固原站，位于中华人民共和国宁夏回族自治区固原市原州区，是宝中铁路上的火车站，建于1995年，由中国铁路兰州局集团管辖。

## 歷史
- 建于1995年。

## 車站周邊
- 宁夏铁路护路联防培训中心
- 河东清真寺
- 固原汽车东站
- 原州区司法局官厅司法所
- 中国邮政六盘东路邮政营业所
- 原州区劳动就业和社会保障服务中心
- 固原市疾病预防控制中心
- 原州区农民实用技术培训中心
- 固原市五原中学
- 原州六中
- 中国邮政储蓄银行固原市支行
- 原州区检察院
- 原州区逸夫小学
- 中国联通靖朔门合作营业厅
- 正祥国际饭店

## 外部連結
- 中国铁路客户服务中心（页面存档备份，存于）